# Foxton Locks
Foxton Locks är en slussanläggning i Storbritannien.   Den ligger i grevskapet Leicestershire och riksdelen England, i den södra delen av landet, 120 km nordväst om huvudstaden London. Foxton Locks ligger 124 meter över havet.
Terrängen runt Foxton Locks är platt. Runt Foxton Locks är det ganska tätbefolkat, med 116 invånare per kvadratkilometer. Närmaste större samhälle är Leicester, 18,4 km nordväst om Foxton Locks. Trakten runt Foxton Locks består till största delen av jordbruksmark.